# Новошахово
Новоша́хово (рос. Новошахово, башк. Яңы Шах) — село у складі Єрмекеєвського району Башкортостану, Росія. Входить до складу Восьмимартівської сільської ради.
Населення — 262 особи (2010; 296 в 2002).
Національний склад:
- татари — 65 %
- башкири — 31 %

## Видатні уродженці
- Мазітов Галі Ахметович — Герой Радянського Союзу.